# 1924年パリオリンピックの日本選手団
1924年パリオリンピックの日本選手団（1924ねんパリオリンピックのにほんせんしゅだん）は、1924年5月4日から7月27日まで開催された1924年パリオリンピックの日本代表選手団及び競技結果。選手名及び所属は1924年当時のもの。
夏季オリンピックにおいて、日本が金メダル無しに終わった最後のオリンピックとなった。1928年以降は、各大会1つ以上金メダルを獲得し続けている。

## メダル獲得者

### 銅メダル
- 内藤克俊（レスリングフリースタイル・フェザー級）

## 陸上競技
- 岡崎勝男（東京帝大出、当時は外交官としてパリ在勤中）
  - 男子5000メートル競走：途中棄権
  - 男子10000メートル競走：棄権
- 金栗四三（東京女師教）
  - 男子マラソン：途中棄権
- 三浦弥平（在ドイツ）
  - 男子10000メートル競走：棄権
  - 男子マラソン：途中棄権
- 上田精一（東京高師）
  - 男子近代五種競技：途中失格
- 織田幹雄（広島一中出）
  - 男子三段跳：6位（14m35）
  - 男子走高跳：予選落ち（1m80）
  - 男子走幅跳：予選落ち（6m83）
- 谷三三五（満鉄）
  - 男子100メートル競走：1次予選落ち（記録なし）
  - 男子200メートル競走：2次予選落ち（記録なし）
- 田代菊之助（中大）
  - 男子10000メートル競走：棄権
  - 男子マラソン：途中棄権
- 納戸徳重（東京高師）
  - 男子400メートル競走：2次予選落ち（記録なし）
  - 男子800メートル競走：予選落ち
  - 男子十種競技：22位（5243.33点）

## 競泳
- 宮畑虎彦（東京高師）
  - 男子100m自由形：準決勝棄権　予選全体5位・組3位（1分04秒2・日本新）
  - 男子400m自由形：予選落ち（5分37秒8）全体11位・組3位
- 高石勝男（早高）
  - 男子100m自由形：5位（1分03秒0）準決勝全体4位・組3位（1分02秒4・日本新）予選全体4位・組1位（1分04秒0・日本新）
  - 男子400m自由形：予選棄権
  - 男子1500m自由形：5位（22分10秒4）準決勝全体3位・組2位（21分48秒2・日本新）予選全体6位・組2位（22分43秒2・日本新）
- 斎藤巍洋（立教大）
  - 男子100m背泳ぎ：6位（1分19秒8）準決勝全体6位・組4位（1分19秒6）予選全体6位・組2位（1分20秒2）
- 石田恒信（関西学院）
  - 男子100m背泳ぎ：予選落ち（1分26秒4）予選全体14位・組4位
  - 男子200m平泳ぎ：予選落ち（3分09秒2・日本新）予選全体13位・組4位
- 小野田一雄（拓大）
  - 男子100m自由形：予選落ち（1分05秒4）予選全体10位・組3位
  - 男子1500m自由形：予選棄権
- 野田一雄（浜松商）
  - 男子400m自由形：予選落ち（5分43秒8）全体14位・組3位
  - 男子1500m自由形：予選落ち（23分44秒2）予選全体14位・組3位
- 宮畑虎彦・高石勝男・野田一雄・小野田一雄
  - 男子4×200m自由形リレー：4位（10分15秒2）準決勝全体3位・組3位（高石・野田・宮畑・小野田　10分12秒4・日本新）予選全体2位・組2位（野田・宮畑・小野田・高石　10分24秒2・日本新）

## テニス
- 岡本忠（三井物産）
  - 男子シングルス：2回戦敗退
- 原田武一（ハーバード大学）
  - 男子シングルス：準々決勝敗退
- 福田雅之助（高田商会）
  - 男子シングルス：4回戦敗退
- 本田朝次（三井物産）
  - 男子シングルス：1回戦敗退
- 福田雅之助・本田朝次
  - 男子ダブルス：2回戦敗退
- 岡本忠・原田武一
  - 男子ダブルス：2回戦敗退

## レスリング
- 内藤克俊（ペンシルベニア州立大学）
  - フリースタイルフェザー級：銅メダル

## 役員
- 役員：岸清一
- 役員：野口源三郎
- 役員：杉本伝
- 役員：沢田一郎
- 役員：近藤茂吉
- 役員：日比野寛
- 役員：内藤和行
- 役員：杉浦卯三
- 役員：竹内廣三郎

## 関連文献
- 藤瀬武彦「スポーツ文化財としてのオリンピック関連資料の収集について　第三報─1924年第8回パリオリンピックに関する収集品─」『新潟国際情報大学国際学部紀要』第6巻、2021年、97-105頁、2021年8月24日閲覧。